# 人工網膜
人工網膜（じんこうもうまく）とは網膜の代替を担う感覚器官。

## 概要
網膜を電気的に刺激する事で視覚を得る。

### 網膜上刺激型
眼球の内側に多点電極アレイが網膜表面上に設置され、網膜上から網膜を電極で刺激する。平面状の電極アレイを眼球の曲面にうまく沿わせて複数の電極それぞれが網膜と同じ距離を保つようにすることが困難なので課題が残る。

### 網膜下刺激型
本来の視細胞と同様の機能を持つチップを視細胞と同じ場所に置き換えるために眼球の外側(網膜の下側)に電極アレイを設置。

### 脈絡膜上経網膜刺激型（STS方式）
STS（Suprachoroidal Transretinal Stimulation＝脈絡膜上経網膜刺激）方式と呼ばれる方式で網膜上刺激型と網膜下刺激型の課題を軽減するために眼外装置で捉えた画像を処理し、高周波で体外から電力と信号を皮下の受信装置に送電して眼球の一番外側を覆っている「強膜」内または「脈絡膜」に刺激電極アレイを設置して硝子体内に帰還電極を設置して外側から内側方向に電流が網膜を貫通するように電気刺激する方法で効率が良い。さらに眼球外部である強膜に電極を埋植するので他の方式と比較して手術が容易で、網膜への侵襲が少ないなど利点を有する。

### 電子式
固体撮像素子を使用して光を電気信号に変換後、電極で視神経を刺激する方式で2013年にセカンド・サイト・メディカル・プロダクツ (Second Sight Medical Products) によって開発されたカメラで取り込んだ映像を60画素に画像処理して、その信号を顔面皮内に植込んだ受信機に伝送して、60本の電線を出して眼球内に挿入して網膜近傍に植込んだ60個の電極集合体（アレイ）から電流を出力する「アーガスII」がアメリカ食品医薬品局から認可された。
また、太陽電池と同様の原理で作動する人工網膜の開発がスタンフォード大学で進められる。フランスのPixium Visionは約50個の電極が接続された視力回復システム「IRIS I」の臨床試験を数回にわたって成功させ、2016年2月には150個の電極が接続された世界初の網膜移植システム「IRIS II」の開発に成功した。

### 色素結合薄膜型
光を吸収して電位差を出力する光電変換色素分子をポリエチレン薄膜（フィルム）に化学結合した有機薄膜を使用する方式で岡山大学で開発された。原料が廉価で電極数に解像度が依存しないので解像度が高く、柔軟性のある有機フィルムを使用するので普及が期待される。

## メーカー
- Second Sight Medical Products
- Pixium Vision